# Paola (stacja kolejowa)
Paola (wł. Stazione di Paola) – stacja kolejowa w Paola, w prowincji Cosenza, w regionie Kalabria, we Włoszech. Położona jest na linii Salerno – Reggio di Calabria. Od tej stacji linia kolejowa do Cosenzy
Według klasyfikacji RFI ma kategorię srebrną.

## Linie kolejowe
- Salerno – Reggio di Calabria
- Paola – Cosenza